# Arcfox
Arcfox (极狐, укр.: Аркфокс) — китайська марка електричних легкових автомобілів і позашляховиків, що належить компанії BAIC BluePark у Пекіні, заснована у 2017 році. 

## Історія

### Початок
У 2017 році китайський автомобільний гігант BAIC Group вирішив створити новий підпорядкований бренд, присвячений розробці електрокарів. Першою моделлю, що надійшла в місцевий продаж, став мікрокар під назвою Lite, орієнтований на преміум-клас.  У березні 2019 року під час Женевського автосалону відбулася світова прем’єра бренду Arcfox, яка виражає цілі розширення діяльності китайського бренду також на європейському континенті.
Дизайни, представлені під брендом Arcfox в Європі, повністю відрізнялися від концепту Lite. Перший автомобіль був прототипом великого позашляховика ECF, дизайн якого розробив дизайнер Вальтер де Сільва, відомий своєю роботою для Volkswagen Group.  Другим автомобілем, який брав участь у світовій прем'єрі бренду Arcfox, став суперкар GT, покликаний представити можливості дизайнерів BAIC Group.  Автомобіль був представлений як у базовій, так і в спеціальній версії під назвою Race Edition. 

### Подальший розвиток
У 2020 році компанія зосередилася на абсолютно нових конструкціях, створених для китайського ринку у вигляді технічно просунутих електричних кросоверів. У травні 2020 року дебютувала середньорозмірна модель αT, а через рік пропозиція була розширена великим кросовером αS. У 2022 році Arcfox розпочала співпрацю з китайським гігантом Huawei, оснащуючи доступні на внутрішньому ринку його автомобілі операційною системою HarmonyOS. 

У 2023 році компанія Arcfox почала подальше розширення свого модельного портфоліо, запустивши у вересні цього року продаж компактного мінівена Kaola з незвичайними рішеннями дизайну інтер’єру, орієнтованого на мам маленьких дітей.  У грудні того ж року модельний ряд поповнився компактним кросовером αT5, а навесні 2024 року Arcfox представила перший класичний легковий автомобіль — αS5. 

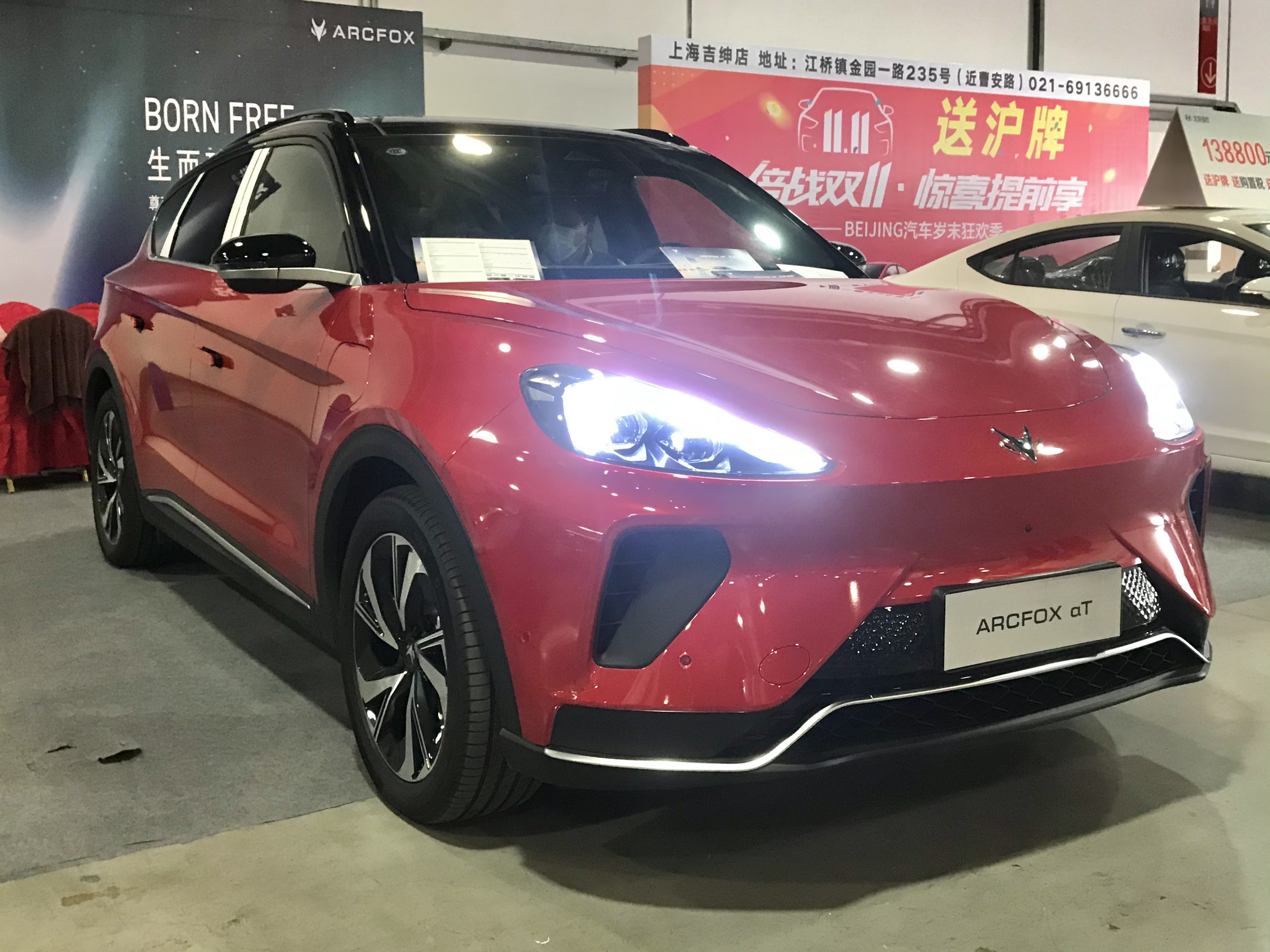
Arcfox αT
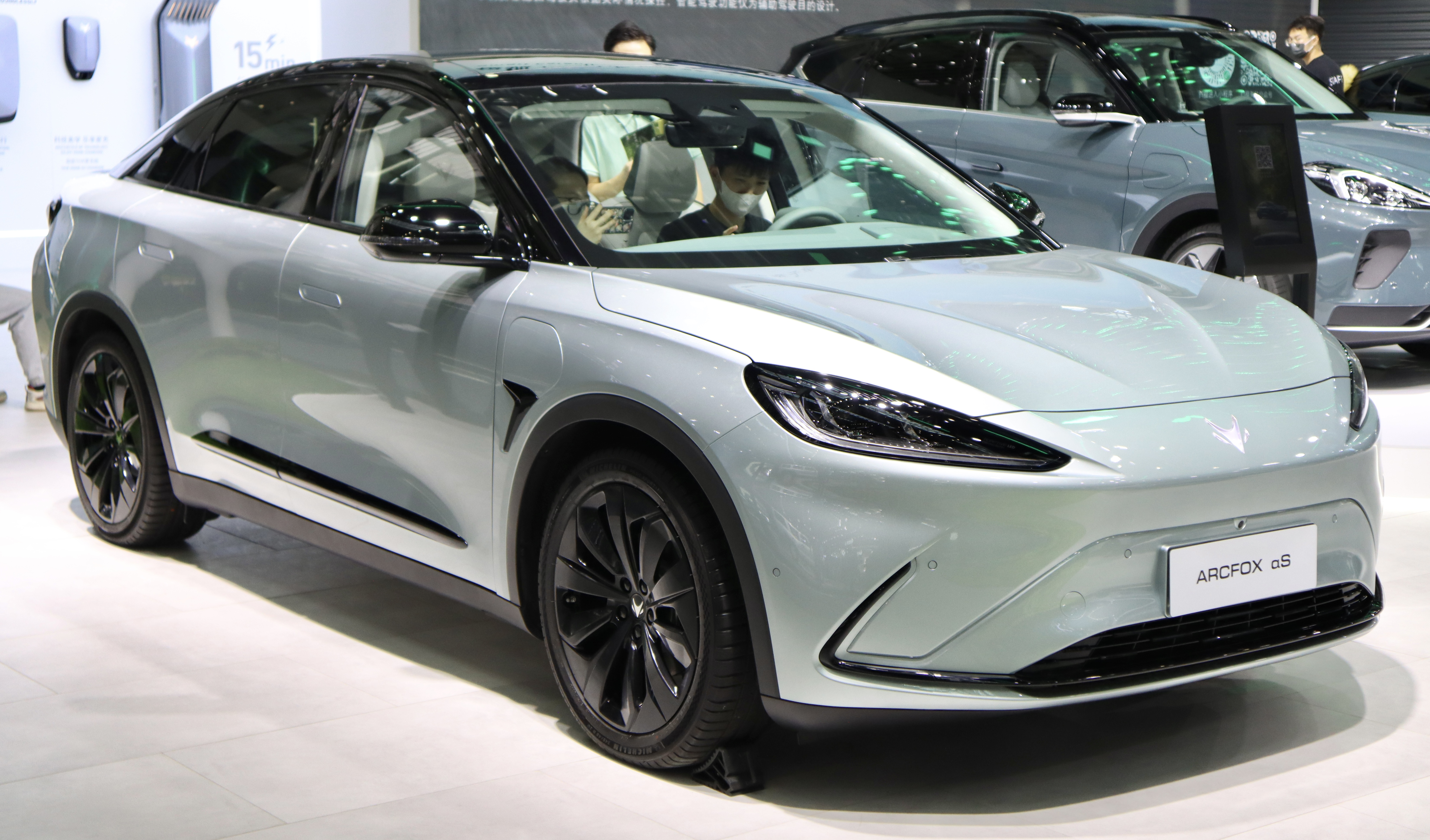
Arcfox αS
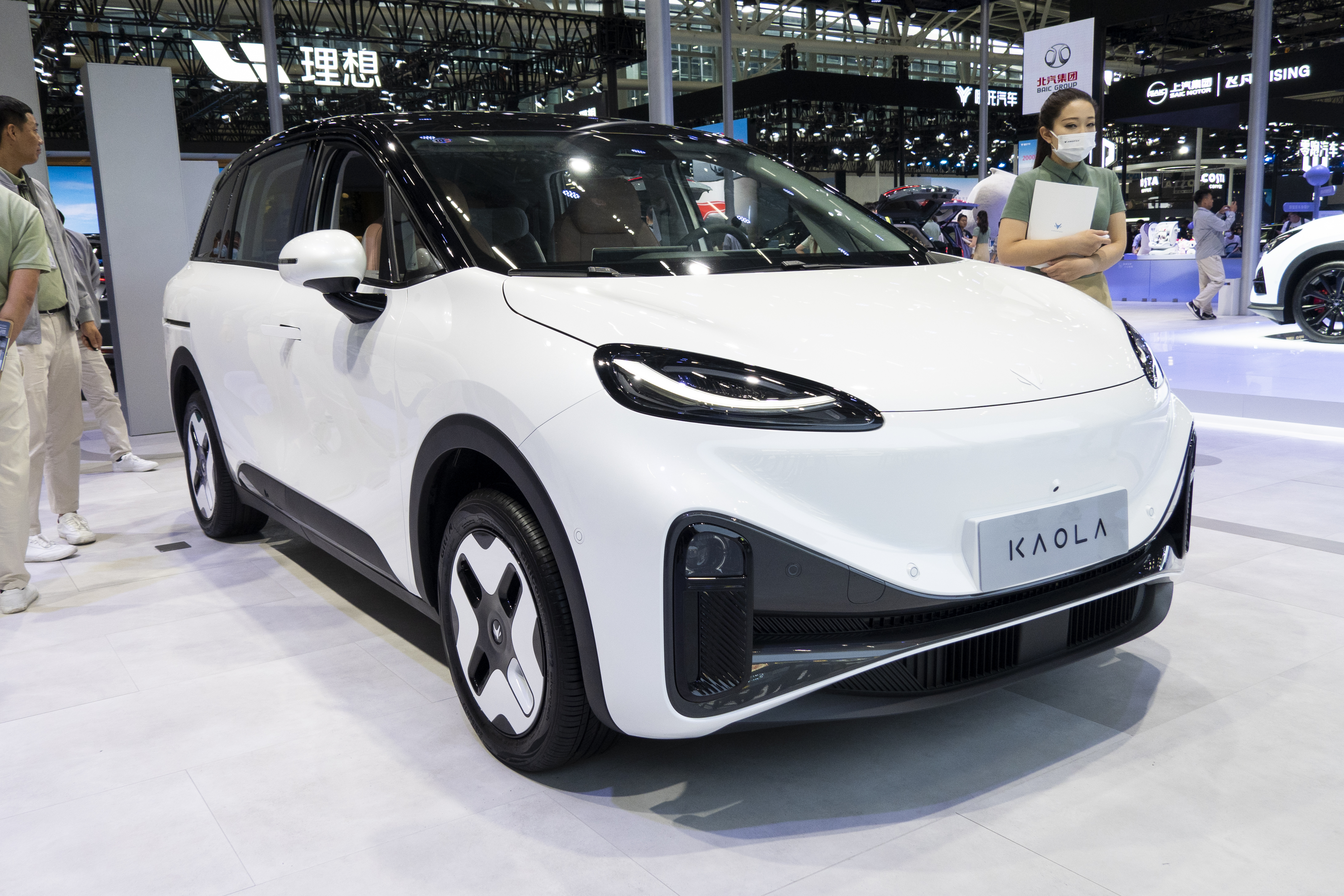
Arcfox Kaola
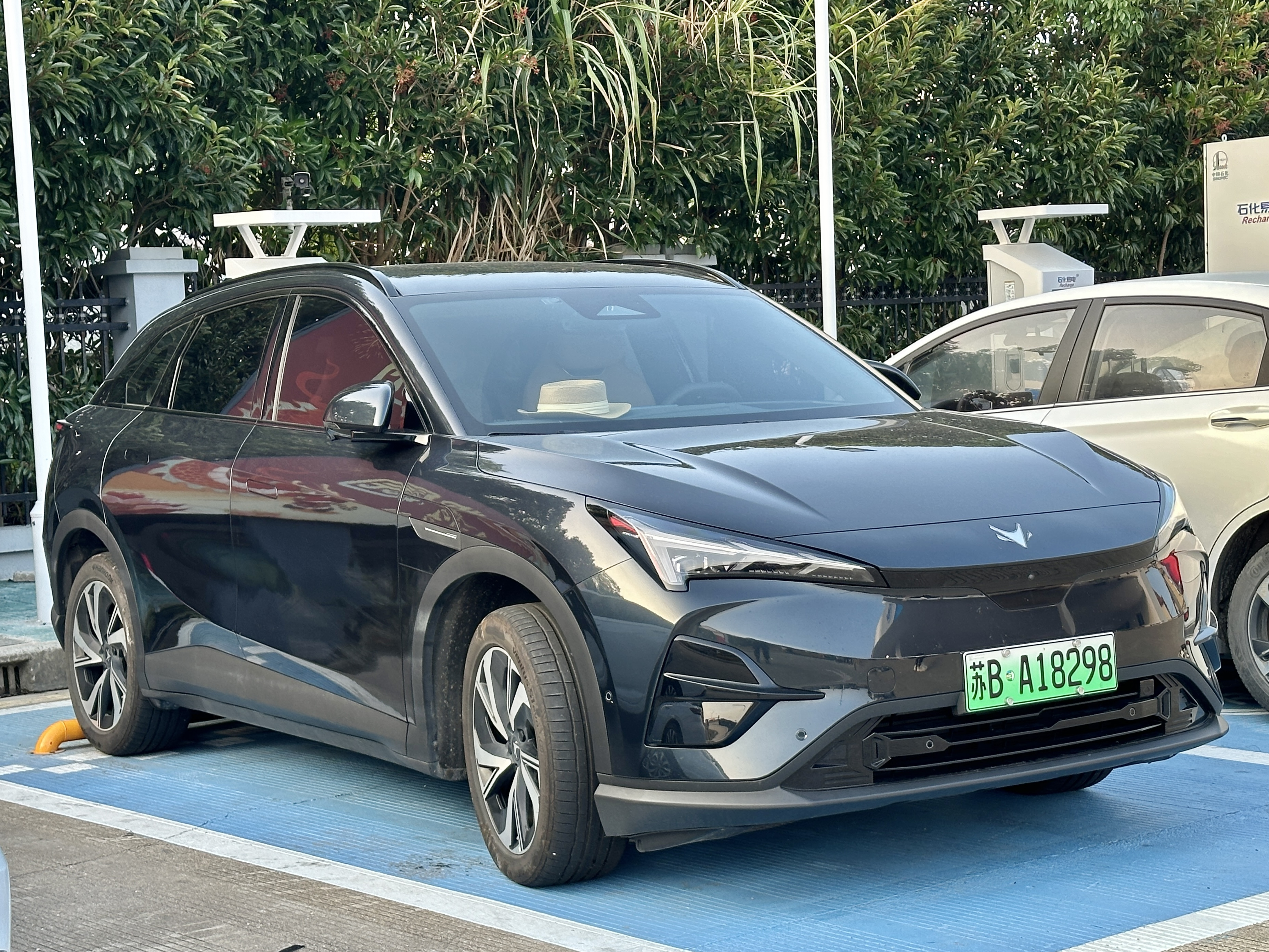
Arcfox αT5
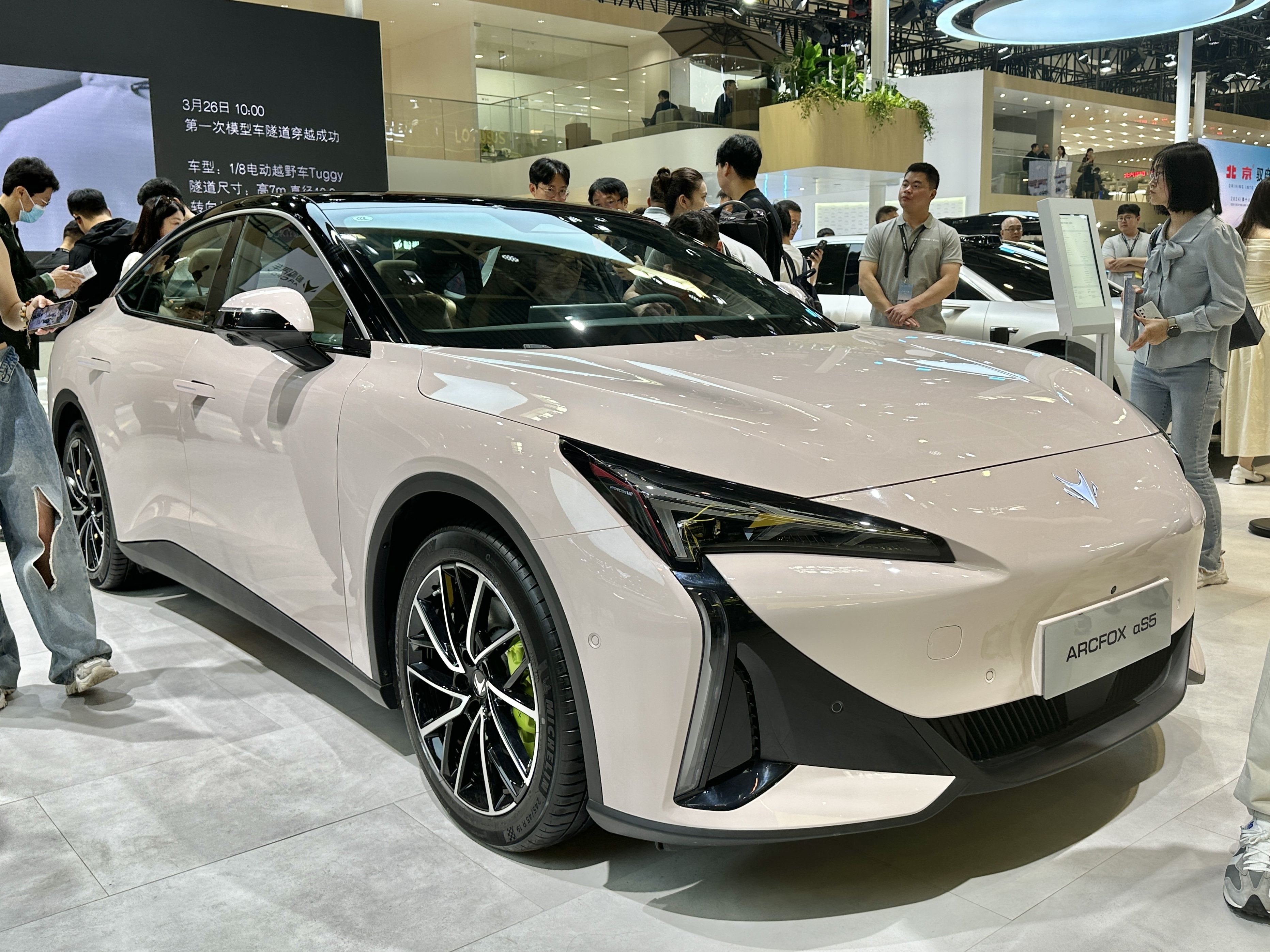
Arcfox αS5
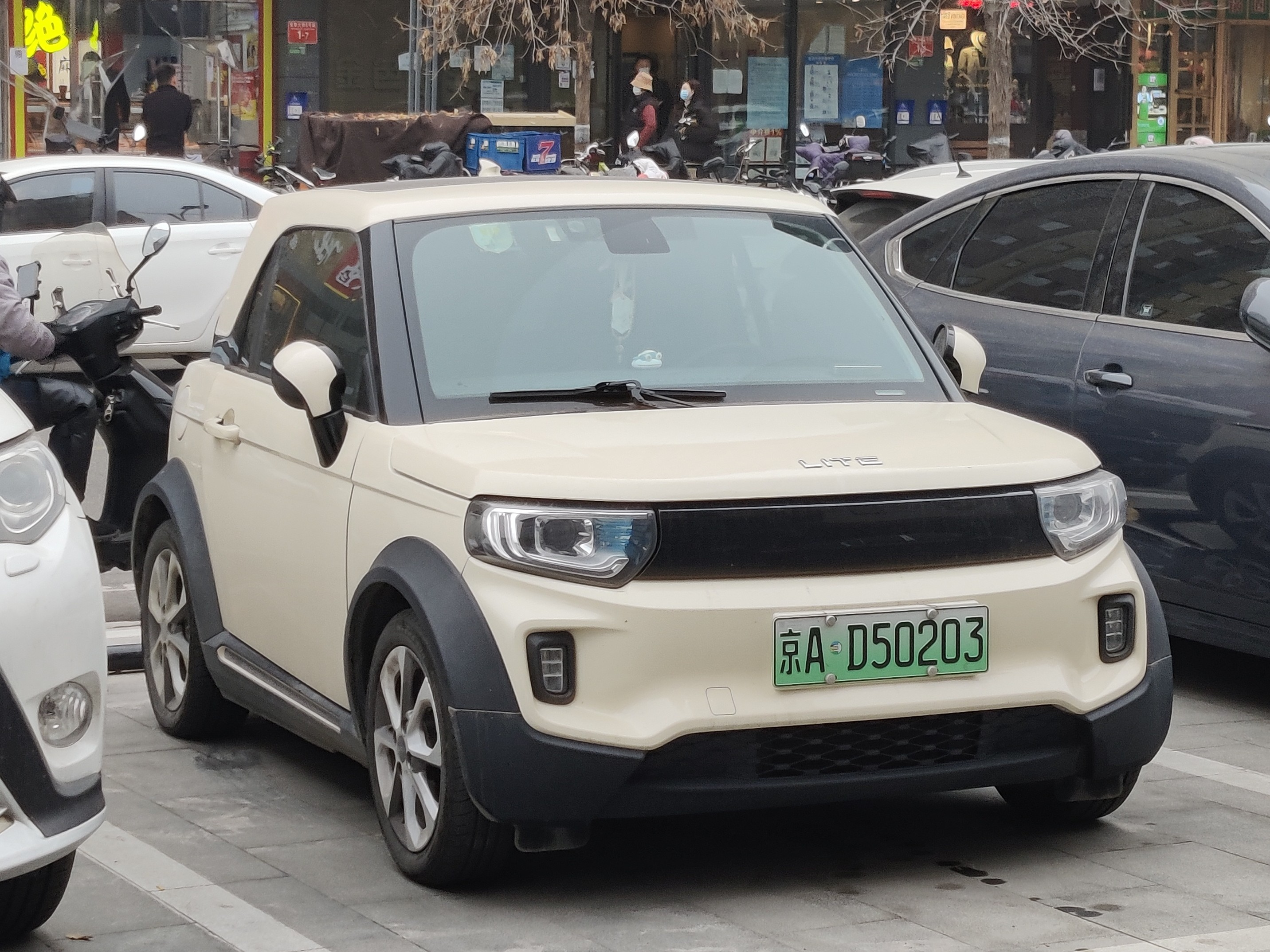
Arcfox Lite

## Продажі за роки
Протягом кількох років після заснування Arcfox показники ринку були поганими, з недостатніми продажами в 2021, якщо порівнювати з Xpeng, Nio, та Li Auto.  Обсяг продажів у 2022 році становитиме 11 895 одиниць, що еквівалентно лише обсягу продажів провідного виробника нових автомобілів за один місяць.  Обсяг продажів значно зросте до 30 016 автомобілів у 2023 році.
| років    | Загальний обсяг продажів |
| -------- | ------------------------ |
| 2017 рік | 472                      |
| 2018 рік | 588                      |
| 2019 рік | 599                      |
| 2020 рік | 721                      |
| 2021 рік | 4993                     |
| 2022 рік | 11 895                   |
| 2023 рік | 30 016                   |

## Суперечка
24 липня 2024 року Arcfox αS спонтанно загорівся в Ханчжоу. Після того, як пожежники приборкали вогонь, співробітники Arcfox без згоди власника вивернули свій одяг навиворіт і силою зняли емблему автомобіля. Наступного дня Arcfox вибачився на Weibo за «неналежне поводження з інцидентом» їхніми співробітниками. 